# Ilmari Tapiovaara
Yrjö Ilmari Tapiovaara (* 7. September 1914 in Tampere, Finnland; † 31. Januar 1999 in Helsinki) war ein finnischer Innenarchitekt und Designer.

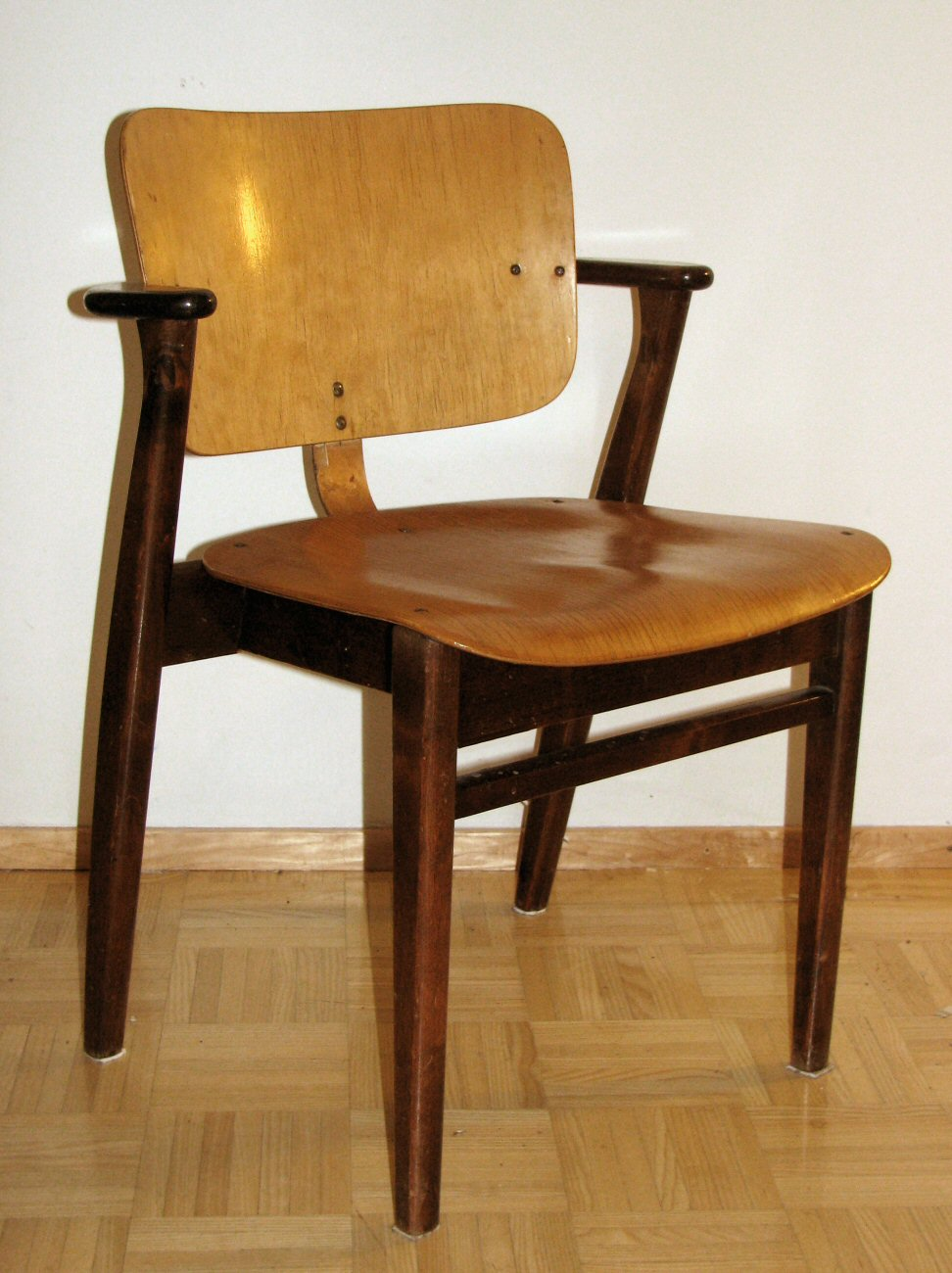
Der von Tapiovaare entworfene Stuhl Domus

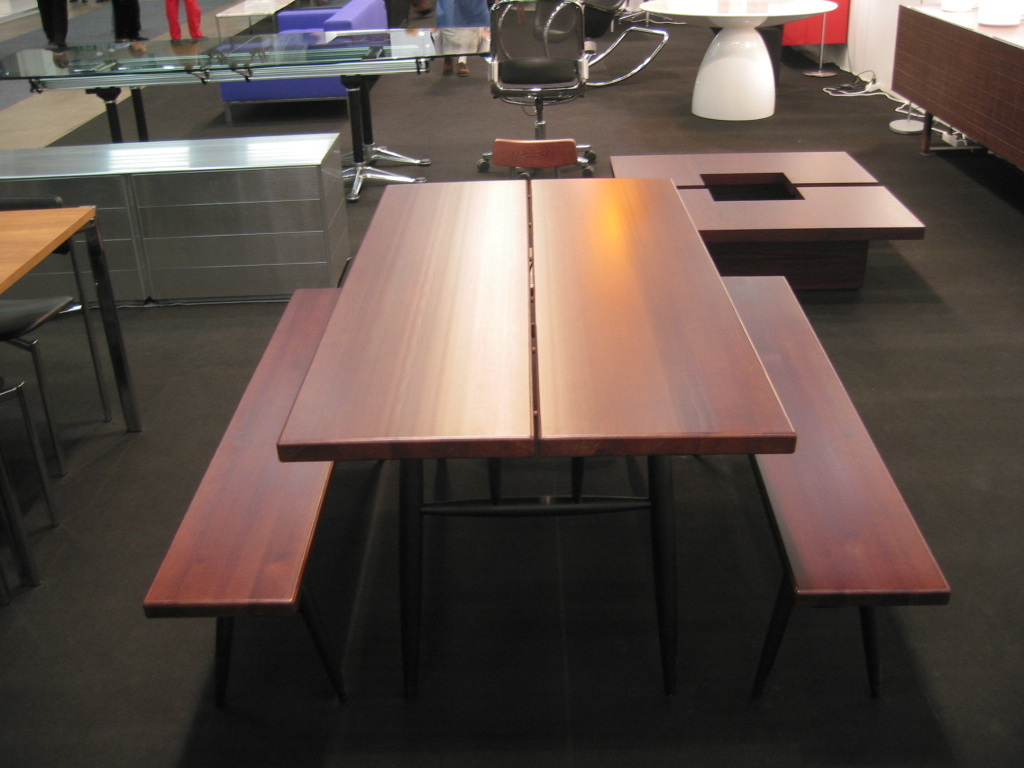
Tisch und Bänke, entworfen von Tapiovaara

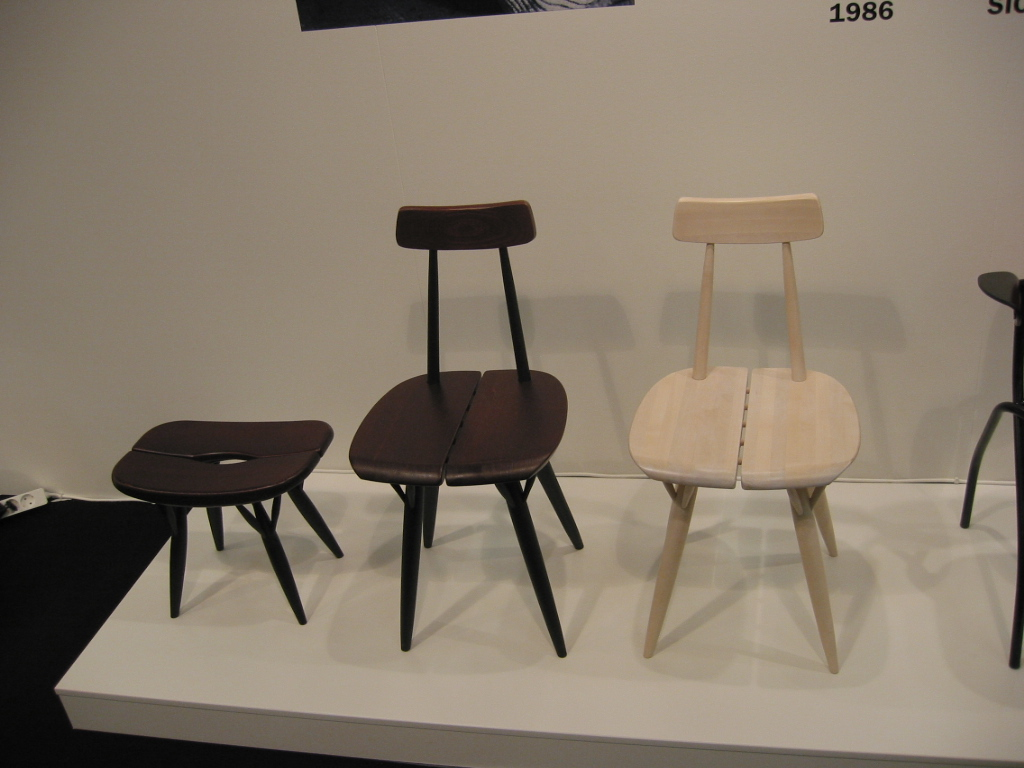
Zwei Stühle und ein Hocker, entworfen von Tapiovaara

Tapiovaara gilt als wichtiges Bindeglied des internationalen Designs des 20. Jahrhunderts. Unter anderem arbeitete er in den Büros von Alvar Aalto in London und Le Corbusier in Paris; zu seinen Schülern wiederum zählen Eero Aarnio und Yjrö Kukkapuro. Als Gastprofessor am berühmten Illinois Institute of Technology hatte Tapiovaara auch regen Kontakt mit Ludwig Mies van der Rohe.

## Leben
Ilmari Tapiovaara studierte Industriedesign und Innenarchitektur am Institut für Industriedesign, der Taideteollisuuskeskuskoulu, in Helsinki. Nach seinem Abschluss arbeitete er im Pariser Architekturbüro von Le Corbusier, bevor er in der Möbelfabrik Asko im finnischen Lahti die künstlerische Leitung übernahm. Um 1950 gründete er gemeinsam mit seiner Frau, der Architektin Annikki Tapiovaara, ein Designstudio, in dem er fortan als freischaffender Designer arbeitete. 1950–1953 lehrte er an der Hochschule für Kunst und Design, Taideteollinen Korkeakoulu, und hatte eine Gastprofessur am Institute of Design des Illinois Institute of Technology in Chicago. Von 1959 bis 1968 war Tapiovaara im Vorstand des Finnischen Verbandes für Design Ornamo, zu dessen Ehrenmitglied er 1978 ernannt wurde.  1965–1969 unterrichtete er Innendesign an der Universität für Technologie in Helsinki. Von 1974 bis 1975 war er Berater zum Thema Design und Produktion von Export-Möbeln in Mauritius für die UNIDO (United Nations Industrial Development Organisation).

## Lebenswerk
Ilmari Tapiovaaras legte seinen künstlerischen Fokus auf die Gestaltung und Entwicklung eines mustergültigen Mehrzweckstuhls. Seine Sitzmöbel sollten funktionell und zerlegbar sein. So entwickelte er Stühle, die sich schnell in ihre Bestandteile zerlegen oder stapeln und transportieren lassen. Bekannte Beispiele sind seine Stapelstühle Lukki I (1952, für Lukkiseppo), und Wilhelmiina (1959). Zu seinen berühmtesten Werken gehören der Stuhl "Domus", die Sitzgruppe "Pirkka", der Hocker "Tale" und der Sessel "Mademoiselle". Alle diese Möbel werden heute von Artek hergestellt.
Ilmari Tapiovaara arbeitete aber nicht nur als Möbel-Entwerfer, sondern war auch im Gebiet der Grafik, der Fotografie, der Inneneinrichtung und der Architektur kreativ tätig. Er gestaltete Lampen, Glaswaren, Edelstahlbesteck, Stereoanlagen, Teppiche, Textilien, Tapeten und Spielzeug. In der Zeit von 1951 bis 1960 erhielt Ilmari Tapiovaara für seine Entwürfe sechs Goldmedaillen der Mailänder Triennale – mehr als jeder andere Designer. 1971 erhielt er den Finnischen Staatspreis für Design.